# 'Izz al-Din ibn Munqidh
ʿIzz al-Dīn Abū l-ʿAsākir Sulṭan ibn ʿIzz al-Dawla ibn Munqidh (... – 1154) fu emiro di Shayzar dal 1098 al 1154.

## Biografia
ʿIzz al-Dīn ibn Munqidh apparteneva alla dinastia dei Banu Munqidh, emiri di Shayzar dal 1081. Alla morte del padre, ʿIzz al-Dawla Abū l-Murhaf Naṣr ibn Munqidh (1098), ʿIzz al-Dīn divenne emiro di Shayzar ma, dato che non aveva eredi maschi, affiancò al trono il fratello Majd al-Dīn Abū Salama Murshid ibn ʿIzz al-Dawla ibn Munqidh. Durante il regno dei due fratelli, Shayzar dovette barcamenarsi nelle continue contese tra i vari potentati turchi e gli Stati crociati.
Nel 1106, i Banū Munqidh sconfissero Guglielmo Giordano di Cerdanya, conte di Tripoli, ma nel 1108 e nel 1110 dovettero pagare tributo al potente signore di Antiochia, Tancredi d'Altavilla. Nel 1111, temendo nuove rappresaglie da Tancredi, alleatosi al re Baldovino I di Gerusalemme, ʿIzz al-Dīn chiese aiuto all'atabeg di Mosul, Mawdud, comandante del corpo di spedizione dei Selgiuchidi del sultano Mehmed I. Le armate dei turchi e dei crociati si scontrarono nella Battaglia di Shayzar, sotto le mura della città siriana: la battaglia si concluse con una vittoria tattica dei Selgiuchidi ma Tancredi, costretto a ritirarsi, fece erigere il castello di Tell ibn Maʿshar per minare il potere dei Munqidhidi sulla regione.
Nel 1113, alla morte dell'emiro di Aleppo Ridwan ibn Tutush, i B. Munqidh vennero attaccati dai Nizariti che tentarono di occupare Shayzar e costruirono una propria roccaforte limitrofa alla cittadella degli emiri. Nel 1119, ʿIzz al-Dīn si unì alla campagna dell'atabeg di Aleppo, Ilghazi ibn Artuq, contro le terre antiochee e, nel 1123, fece da mediatore tra i turchi ed i crociati per la liberazione del re Baldovino II di Gerusalemme e del conte Joscelin I di Edessa, prigionieri degli Artuqidi.
Nel 1127 i B. Munqidh dovettero riconoscere la sovranità del potente atabeg di Aleppo, Zengi.
Nel 1137 un esercito congiunto di Bizantini e cavalieri templari, guidato dal basileus Giovanni II Comneno, cinse d'assedio Shayzar (v. Assedio di Shayzar): prima di ritirarsi per evitare il confronto diretto con Zengi, Giovanni II ottenne la sottomissione dei Munqidhidi.
Alla morte di ʿIzz al-Dīn (1154), il potere su Shayzar passò a suo figlio Taj al-Dawla Nasr al-Din Muhammad ibn Abu l-Asakir ibn Munqidh, l'ultimo emiro della dinastia dei Banū Munqidh.

### Fonti antiche
- Niceta Coniata, Grandezza e catastrofe di Bisanzio, Milano, 1994, ISBN 88-04-37948-0.
- Ibn al-Athīr, al-Kāmil fī l-tārīkh, ed. C. J. Tornberg, Beirut, 1982.
- An Arab-Syrian Gentleman and Warrior in the Period of the Crusades; Memoirs of Usama ibn Munqidh (Kitab al i'tibar), ed. P.K. Hitti, New York, 1929.
- Ibn al-Qalanisi, Dhayl taʾrīkh Dimashq, ed. Amedroz, Leiden, 1908.

### Studi
- Y. Noah Harari, Operazioni speciali al tempo della cavalleria, 1100-1550, Gorizia, 2008, ISBN 978-88-6102-029-0.
- F. Gabrieli, Storici arabi delle crociate, Torino, 1987, ISBN 88-06-59856-2.